# Grandas de Salime (parroquia)
Grandas de Salime es una parroquia del concejo asturiano de Grandas de Salime, en el norte de España. Cuenta con una superficie de 29,45 km² en la que habitan 830 habitantes (INE 2009) repartidos en 456 viviendas. Limita al norte con la parroquia de Pesoz, única del concejo homónimo; al sur con las parroquias de Peñafuente y Negueira y con el municipio de Negueira de Muñiz, en la vecina provincia de Lugo; al este con Villarpedre y La Mesa y al oeste con Vitos y Trabada. En esta parroquia se encuentra la villa de Grandas, que es la capital del concejo.
Su templo parroquial está dedicado a San Lorenzo y San Salvador.

## Poblaciones
Según el nomenclátor del 2009, la parroquia comprende las poblaciones de:
- Arreigada (oficialmente Arreigada / A Reigada) (aldea): 6 habitantes;
- Busmayor (casería): 1 habitante;
- Carballo del Cuito (lugar): deshabitado;
- Carballofalso (lugar): deshabitado;
- Castiadelo (aldea): 2 habitantes;
- Castro (aldea): 49 habitantes;
- Cereijeira (Cereixeira) (aldea): 33 habitantes;
- Escanlares (aldea): 11 habitantes;
- El Fabal (lugar): 5 habitantes;
- La Farrapa (A Farrapa) (casería): 5 habitantes;
- Grandas (Grandas de Salime) (villa): 524 habitantes;
- Llandecarballo (lugar): 7 habitantes;
- Malneira (aldea): 17 habitantes;
- Nogueirón (Nogueiróu) (aldea): 36 habitantes;
- Padraira (aldea): 13 habitantes;
- Paradela de Villarmayor (Paradela) (lugar): deshabitado;
- Pedre (lugar): 3 habitantes;
- Robledo (aldea): 13 habitantes;
- Salime (lugar): 1 habitantes;
- San Julián (casería): 10 habitantes;
- San Mayor (Samayor) (lugar): deshabitado;
- Santa María (aldea): 51 habitantes;
- Trasmonte Boliqueira (Tresmonte da Buliqueira) (lugar): deshabitado;
- Valdedo (aldea): 14 habitantes;
- Villabolle (Vilabolle) (aldea): 17 habitantes;
- Villarello (Vilarello) (aldea): 4 habitantes;
- Villarmayor (Vilarmayor) (aldea): 7 habitantes;
- Vistalegre (El Salto) (aldea): 2 habitantes.